# Pilisszentiván
Pilisszentiván là một thị trấn thuộc hạt Pest, Hungary. Thị trấn này có diện tích 8,12 km², dân số năm 2010 là 4343 người, mật độ 535 người/km².